# Bogevika
Die Bogevika ist eine Bucht an der Ingrid-Christensen-Küste des ostantarktischen Prinzessin-Elisabeth-Lands. Sie liegt südwestlich der Barrierevika.
Angeblich geht die Benennung trotz des norwegisch klingenden Namens auf russische Wissenschaftler zurück. Der weitere Benennungshintergrund ist nicht hinterlegt.